# Citibank
Ситибанк (англ. Citibank) — крупнейший международный банк, основанный в 1812 году как City Bank of New York, затем First National City Bank of New York. Сейчас Citibank — подразделение Citigroup, гигантской международной корпорации в области финансовых услуг. С марта 2007 года это крупнейший банк США среди холдингов.
Citibank действует на территории более чем ста стран по всему миру.
В России и странах СНГ Citi представляет АО КБ «Ситибанк».

## История
В начале XIX века в США не было национальной банковской системы и центрального банка, а Нью-Йорк в то время был одним из среднестатистических городов страны, а не её главным финансовым центром. Тем не менее, получение разрешения на учреждение банка представляло собой целую политическую проблему: часть населения города была за появление центрального банка, другая — категорически против. Государственный деятель и друг Джорджа Вашингтона Самуэль Осгуд сумел объединить обе позиции, найдя решение, благодаря которому интересы двух сторон были объединены под эгидой нового банка, получившего название The City Bank of New York и ставшего предшественником Citi. Банк был создан 16 июня 1812 года, а уже 12 сентября открыл свои двери для бизнеса.
Впоследствии собственность и управление банком перешли к Моисею Тэйлору, протеже Джона Джекоба Астора и одного из гигантов бизнес-мира XIX века. За время его управления банк развился как финансовый центр бизнес-империи Тэйлора.
В 1834 году банк слился с национальной банковской системой и стал называться National City Bank of New York. К 1867 году он считался одним из крупнейших банков Соединённых Штатов, а в 1897 году стал первым крупным банком США, создавшим заграничное подразделение. В 1896 году он стал первым банком, внёсшим средства в Федеральный резервный банк Нью-Йорка.
В 1952 году Джеймс Стиллман Рокфеллер был выбран президентом, а потом председателем в 1959 году, и управлял до 1967 года. Стиллман Рокфеллер был прямым потомком рода Рокфеллеров через ветвь Уильяма Рокфеллера (брата Джона Дэвисона). В 1960 году его троюродный брат, Дэвид Рокфеллер, стал президентом «Chase Manhattan Bank», давнего конкурента National City Bank.
На основе FNCB работал аналог системы SWIFT в начале 1970−х годов.